# Raguðhálsar
Raguðhálsar är kullar i republiken Island. De ligger i regionen 
Norðurland eystra, 290 km nordost om huvudstaden Reykjavík.